# 小林坩堝
小林 坩堝（こばやし かんか、1990年 - ）は、日本の詩人。

## 経歴
東京都在住（2016年時点）。
「偶然手にした田村隆一詩集『腐敗性物質』から強い衝撃を受け、詩作をはじめ」た。その後、埴谷雄高の影響から黒田喜夫『不安と遊撃』に出会い、小説よりも「詩に傾倒してゆく」。
散文詩誌『サクラコいずビューティフルと愉快な仲間たち』同人。詩誌『漆あるいは金属アレルギー』（いずれも、発行人は榎本櫻湖）などに執筆。2015年には、ヴァーバル・アート・ユニット「TOLTA」の企画・制作によるアンソロジー『現代詩100周年』に参加。

## 受賞歴
- 2014年に『でらしね』で、第19回中原中也賞候補、第5回鮎川信夫賞候補。
- 2022年に『小松川叙景』で、第27回中原中也賞候補、第72回H氏賞候補。第33回富田砕花賞受賞[2]。

## 作品リスト
- 『でらしね』思潮社、2013年10月
- 『風船』私家版小詩集、2015年11月（編集・装幀・制作：カニエ・ナハ）。
- 『エンド・ロール』私家版小詩集、2017年7月（archaeopteryx）
- 『小松川叙景』共和国、2021年11月
- 『落下の夢ーvergissmeinnicht』思潮社、2025年4月